# Anila amoena
Anila amoena là một loài thực vật có hoa trong họ Đậu. Loài này được (Dryand.) Kuntze mô tả khoa học đầu tiên năm 1891.